# Mapimí-medencei Csendes Zóna
A Csendes Zóna (spanyolul: Zona del Silencio) egy sivatagos terület Mexikó északi részén, a Mapimí-medencében. Miután 1970-ben a zónában lezuhant egy NASA-rakéta, számos városi legenda kapott szárnyra a területen állítólagosan észlelhető különleges jelenségekkel kapcsolatban, többek között az, ami szerint itt még a rádió is elnémul. Hogy pontosan hol helyezkedik el és mekkora a zóna, az nem tisztázott: valahol Durango, Coahuila és Chihuahua államok hármashatárának vidékén.

## Története

### A valóság
1970 júliusában, különböző források szerint 2-án vagy 11-én a San Ignacio nevű ranchótól mintegy 6 km távolságra műszaki hiba miatt egy NASA által kilőtt, Athena V-123-D típusú rakéta lezuhant, ami két db, kisméretű kobalt-57 (radioaktív izotóp) bombát hordozott (az ilyen bombák célja a lehető legnagyobb terület radioaktív szennyezése). Eredeti célja az Új-Mexikó állambeli White Sands Rakétakísérleti Telep lett volna, ám jelentősen célt tévesztett. Azonnal amerikai szakemberek érkeztek a helyszínre, akik a helyi katonai erők segítségét is igénybe véve próbálták átfésülni a környéket, hogy megtalálják a rakéta maradványait, sőt, repülőgépekről is kémlelték a területet, de  csak többhetes keresés után bukkantak rá a pontos helyszínre. A közeli Carrillo nevű állomásról külön utat építettek, amelyen elszállították a roncsokat, a becsapódás helyéről pedig, radioaktív szennyeződések esetleges környezetbe való jutásától tartva, több száz tonna földet vittek el. Mindez szigorú biztonsági intézkedések mellett zajlott, ami elősegítette a városi legendák kialakulását.

### Legendák
A történtek után egy, a durangói Ceballosból származó lakó azt észlelte, hogy nem tudja fogni a rádió jeleit a becsapódás térségében. Megszületett az első „elmélet”, miszerint a zóna fölött egyfajta (ráadásul helyét változtató) mágneses kúp alakult ki, amely ionizációt okoz a légkörben, ezáltal meggátolja a rádióhullámok terjedését. Hamarosan újabb állítások láttak napvilágot: vannak, akik szerint a zónába belépve még az emberi beszédet sem lehet hallani, az órák megállnak, az autók pedig nem indulnak, míg mások arról beszélnek, hogy a területen földönkívüliek szálltak/szállnak le. Az egyik történet még konkrét dátumot és neveket is megad a földönkívüliekkel való találkozásról: eszerint 1975. október 13-án Ernesto és Josefina Díaz látott itt különös, magas lényeket, akik egyik pillanatról a másikra eltűntek. Elterjedt az is, hogy a Föld túlsó oldalán, valahol Tibet és Nepál táján van egy ehhez hasonló rejtélyekkel rendelkező zóna, ebből pedig az „következik”, hogy ez egyfajta pólus, ahol a Föld energiái összpontosulnak.
A legendáknak köszönhetően számos látogató érkezik a zónába, ami a turizmus élénküléséhez vezetett. Egy részük ufók nyomait kutatja, mások különös szertartások során próbálják magukba gyűjteni az itteni „energiákat”. Mindezek jelentős környezet- és örökségkárosítással, többek között az itteni ősmaradvány- és régészeti lelőhelyek kifosztásával is járnak. Rengeteg kis méretű kaktuszt ástak ki, hogy külföldön eladják, a ritka mexikói üregteknős pedig a kihalás szélére sodródott.